# Бутакова
Бута́кова (рос. Бутакова) — присілок у складі Алапаєвського міського округу (Верхня Синячиха) Свердловської області.
Населення — 221 особа (2010, 266 у 2002).
Національний склад населення станом на 2002 рік: росіяни — 92 %.
Раніше існували 2 населених пункти — Нижня Бутакова та Верхня Бутакова.